# 歐羅巴系列運載火箭

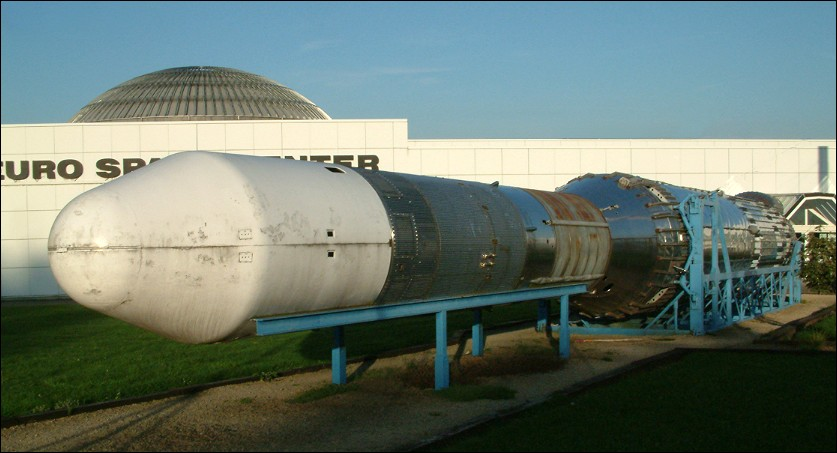
欧罗巴II 火箭

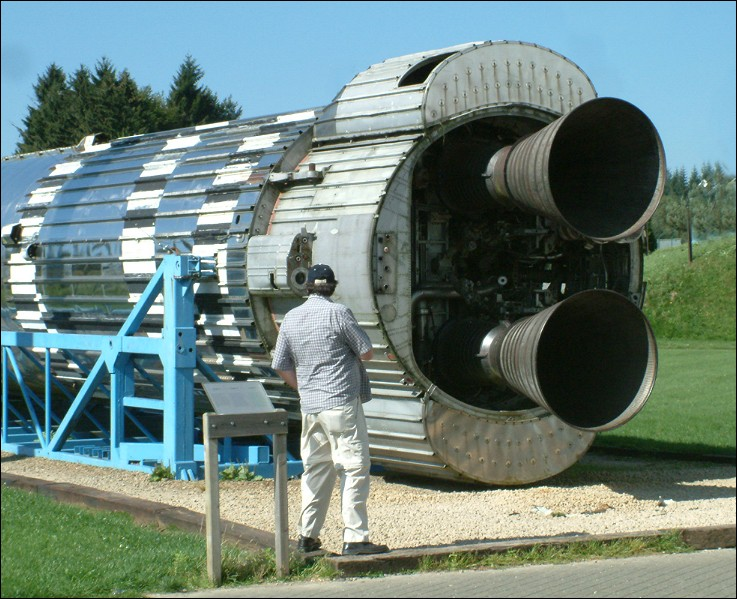
Rolls-RoyceRZ-12

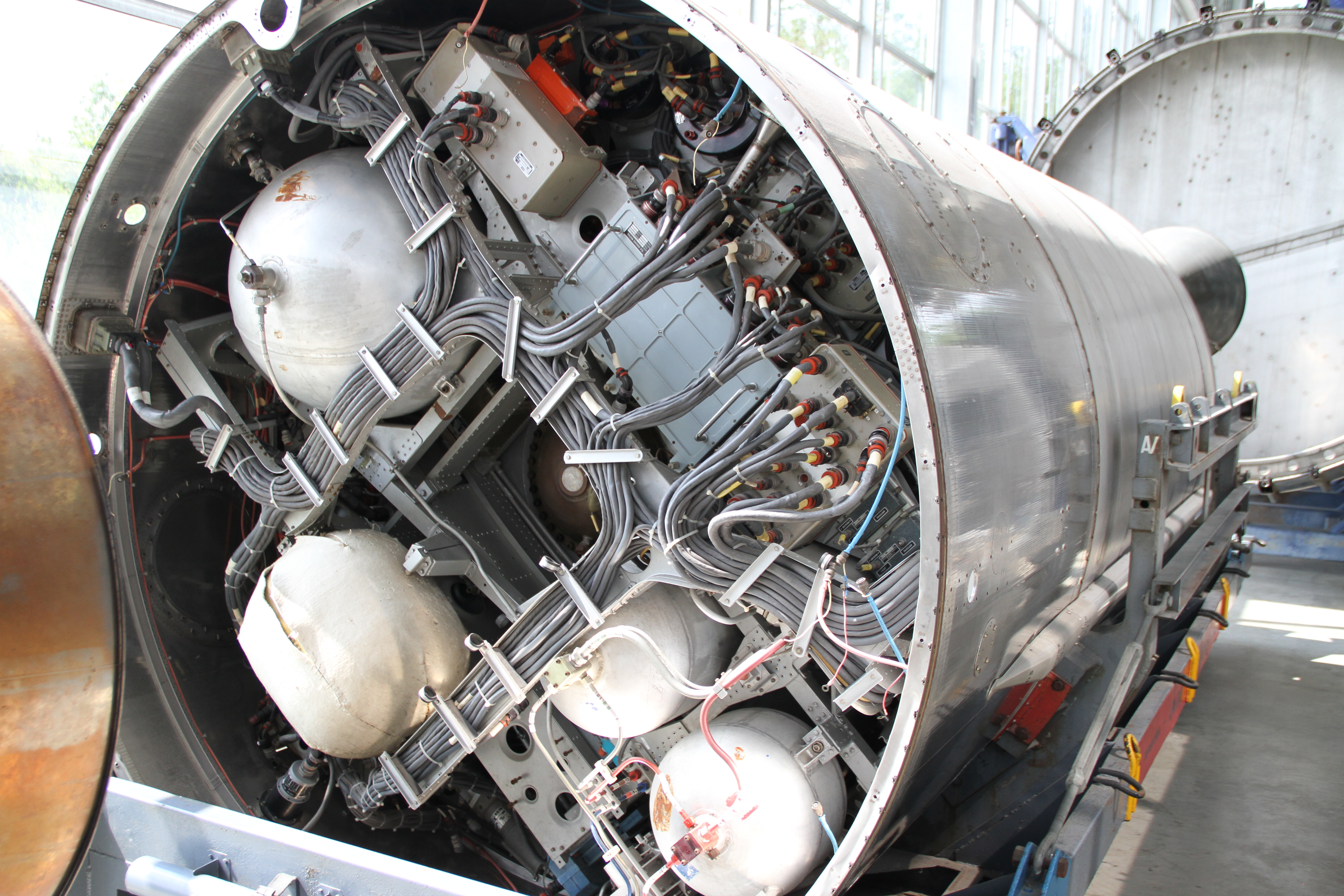
Coralie

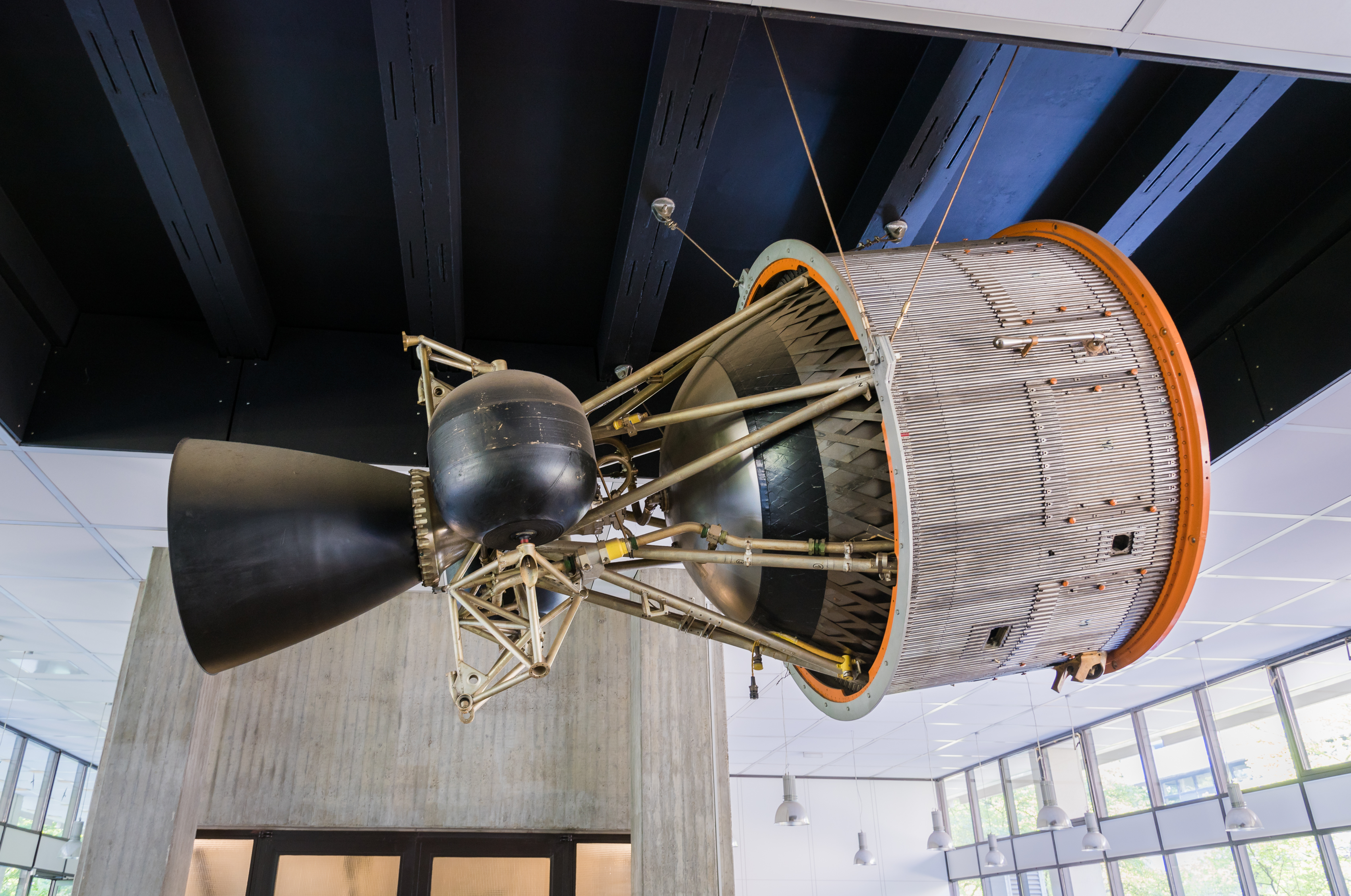
Astris

歐羅巴系列運載火箭是歐洲運載火箭研發組織（European Launcher Development Organization ）開發的一次性使用運載系統，1964年首次發射，1971年退役。